# Liste der Kulturdenkmäler in Verna
Die folgende Liste enthält die in der Denkmaltopographie ausgewiesenen Kulturdenkmäler auf dem Gebiet des Ortsteils Verna der Gemeinde Frielendorf, Schwalm-Eder-Kreis, Hessen.
Hinweis: Die Reihenfolge der Denkmäler in dieser Liste orientiert sich an der Anschrift, alternativ ist sie auch nach der Bezeichnung oder der Bauzeit sortierbar.
Kulturdenkmäler werden fortlaufend im Denkmalverzeichnis des Landes Hessen durch das Landesamt für Denkmalpflege Hessen auf Basis des Hessischen Denkmalschutzgesetzes (HDSchG) geführt. Die Schutzwürdigkeit eines Kulturdenkmals hängt nicht von der Eintragung in das Denkmalverzeichnis des Landes Hessen oder der Veröffentlichung in der Denkmaltopographie ab.

| Bild                          | Bezeichnung                                   | Lage                                                         | Beschreibung | Bauzeit                            | Daten |
| ----------------------------- | --------------------------------------------- | ------------------------------------------------------------ | ------------ | ---------------------------------- | ----- |
| Bild gesucht BW               | Gesamtanlage Verna                            | Lage                                                         |              |                                    |       |
| Bild gesucht BW               | Wohnhaus einer Hofanlage Am Centhof 2         | Am Centhof 2 Lage                                            |              |                                    |       |
| Bild gesucht BW               | Wohnwirtschaftsgebäude Am Centhof 3           | Am Centhof 3 Lage                                            |              |                                    |       |
| Bild gesucht BW               | Ehemalige Schule                              | Am Centhof 4 Lage                                            |              | 1905                               |       |
| Bild gesucht BW               | Fachwerkhaus Frankfurter Straße 6             | Frankfurter Straße 31 (früher Frankfurter Straße 6) Lage     |              |                                    |       |
| Bild gesucht BW               | Wohnhaus Frankfurter Straße 12+14             | Frankfurter Straße 25 (früher Frankfurter Straße 12+14) Lage |              |                                    |       |
| Bild gesucht BW               | Alte Schule                                   | Frankfurter Straße 41 (früher Kasseler Straße 5) Lage        |              | um 1800                            |       |
| Bild gesucht BW               | Fachwerkhaus Kasseler Straße 6                | Frankfurter Straße 22 (früher Kasseler Straße 6) Lage        |              | zweite Hälfte des 18. Jahrhunderts |       |
| Verna - Frankfurter Straße 24 | Gasthof Kasseler Straße 8                     | Frankfurter Straße 24 (früher Kasseler Straße 8) Lage        |              | 1816                               |       |
| weitere Bilder                | Evangelische Pfarrkirche                      | Frankfurter Straße (früher Kasseler Straße 11) Lage          |              |                                    |       |
| Frankfurter Straße 32         | Wohnhaus Kasseler Straße 16                   | Frankfurter Straße 32 (früher Kasseler Straße 16) Lage       |              | frühes 20. Jahrhundert             |       |
| Frankfurter Straße 53         | Haupthaus einer Hofanlage Kasseler Straße 17  | Frankfurter Straße 53 (früher Kasseler Straße 17) Lage       |              | um 1800                            |       |
| Bild gesucht BW               | Wohnwirtschaftsgebäude Pfarrstraße 1          | Pfarrstraße 1 Lage                                           |              | frühes 19. Jahrhundert             |       |
| Bild gesucht BW               | Fachwerkhaus Pfarrstraße 2                    | Pfarrstraße 2 Lage                                           |              | mittleres 19. Jahrhundert          |       |
| Bild gesucht BW               | Ernhaus Pfarrstraße 9                         | Pfarrstraße 9 Lage                                           |              | spätes 18. Jahrhundert             |       |
| Bild gesucht BW               | Ernhaus Salzmarkt 5                           | Salzmarkt 5 Lage                                             |              | 1799                               |       |
| Bild gesucht BW               | Fachwerkhaus Salzmarkt 12                     | Salzmarkt 12 Lage                                            |              |                                    |       |
| Bild gesucht BW               | Haupthaus einer Hofanlage Salzmarkt 14        | Salzmarkt 14 Lage                                            |              | zweite Hälfte des 18. Jahrhunderts |       |
| Bild gesucht BW               | Ernhaus Salzmarkt 18                          | Salzmarkt 18 Lage                                            |              | um 1800                            |       |
| Bild gesucht BW               | Ernhaus Salzmarkt 20                          | Salzmarkt 20 Lage                                            |              | 1825                               |       |
| Bild gesucht BW               | Fachwerkhaus Welcheroder Straße 4             | Welcheroder Straße 4 Lage                                    |              |                                    |       |
| Bild gesucht BW               | Hofanlage Welcheroder Straße 5                | Welcheroder Straße 5 Lage                                    |              | um 1800                            |       |
| Bild gesucht BW               | Fachwerkhaus Welcheroder Straße 6             | Welcheroder Straße 6 Lage                                    |              | 1774                               |       |
| Bild gesucht BW               | Wohnwirtschaftsgebäude Welcheroder Straße 7   | Welcheroder Straße 7 Lage                                    |              | 1820                               |       |
| Bild gesucht BW               | Wohnhaus einer Hofanlage Welcheroder Straße 9 | Welcheroder Straße 9 Lage                                    |              | frühes 19. Jahrhundert             |       |
| Bild gesucht BW               | Ernhaus Ziegenrück 1                          | Ziegenrück 1 Lage                                            |              | um 1800                            |       |
| Bild gesucht BW               | Wohnwirtschaftsgebäude Ziegenrück 3           | Ziegenrück 3 Lage                                            |              | mittleres 19. Jahrhundert          |       |
| Bild gesucht BW               | Wohnhaus Ziegenrück 11                        | Ziegenrück 11 Lage                                           |              | spätes 18. Jahrhundert             |       |